# Дубинга
Дубинга (лит. Dubinga) — река в восточной Литве, протекает по территории Швенчёнского района. Правый приток Жеймены (бассейн Вилии). Длина реки составляет 17,8 км, площадь водосборного бассейна — 410,4 км².
Вытекает из восточного залива озера Асвяя (Вярагола) под названием Падубинге. Высота истока — 138 метров над уровнем моря. Течёт в восточном направлении, после озера Режю называется уже Дубинга. Принимает Спинглу, после чего поворачивает на юг. В черте города Пабраде справа впадает в Жеймену.
На реке в 1929 году был устроен пруд Пабраде площадью 30 га. Ниже пруда находятся 2 гидроэлектростанции: Пабрадская ГЭС на Дубинге и Пабрадский картонный завод ГЭС на Дубингском канале.
На берегу реки расположены следующие населённые пункты: Падубинге, Курнишке, Трабучяй и Пабраде.